# Drum (Bośnia i Hercegowina)
Drum (cyr. Друм) – wieś w Bośni i Hercegowinie, w Republice Serbskiej, w gminie Vlasenica. W 2013 roku liczyła 142 mieszkańców.